# Lidia Mannuzzu
Lidia Maria Mannuzzu (Sassari, 21 aprile 1958 – Sassari, 24 ottobre 2016) è stata una biologa e fisiologa italiana, nota per la creazione dei sensori ottici biomolecolari.

## Biografia
Nata a Sassari, figlia dello scrittore Salvatore Mannuzzu, si laureò con lode in medicina all'Università degli Studi di Sassari nel 1984, con una tesi sul favismo; ha studiato anche al Max-Planck-Institut di Monaco di Baviera, alla Brunel University di Londra e al Aachen Medical School in Vestfalia.
Dopo la laurea e fino al 1986 lavorò come ricercatrice al dipartimento di Biochimica e Genetica dell'Università di Torino, partecipando a ricerche sulla membrana cellulare delle piastrine e sulle cellule sanguigne che coinvolte nell'emostasi e nella emocoagulazione.
Nel 1987 lasciò l'Italia per seguire un master in fisiologia alla Berkeley University, in California, conseguendo il dottorato di ricerca nel 1990.
Durante gli anni 1990 brevettò una tecnologia biomedica mirata alla conoscenza dei processi cellulari dei globuli rossi e della funzionalità delle cellule del sistema nervoso: i sensori ottici biomolecolari.
Nel 2000, come ricercatrice, divenne docente alla Berkeley University, continuando a studiare i meccanismi di funzionamento delle sinapsi con il direttore della Molecular Imaging Center, Ehud Isacoff. Nel 2005 lasciò la Berkeley per fondare la Nano Med Technology, società dedita allo studio di nuovi farmaci per malattie legate a disfunzioni delle membrane cellulari.
Pubblicò come prima o seconda autrice su PNAS (pubblicazione dell'Accademia nazionale delle scienze degli Stati Uniti), Nature e Science.
Grazie a un programma del ministero dell'istruzione italiano per favorire il rientro nel paese degli italiani emigrati all'estero, Mannuzzu ritornò in Italia nel 2006 proseguendo il lavoro di ricerca nel dipartimento di scienze biomediche dell'Università di Sassari, presso la quale si occupò soprattutto del rapporto tra le patologie dei globuli rossi e la talassemia.
Morì il 24 ottobre 2016 a 58 anni per un'embolia polmonare.

## Opere
- (EN) Mannuzzu L., Spin Label Studies of Urea Transport, University of California, Berkeley, 1989,  p. 184.
- (EN) Mannuzzu L., Characterization of the Urea Transsport System in Human Erythrocytes, University of California, Berkeley, 1994,  p. 340.